# Kaloula verrucosa
Kaloula verrucosa és una espècie de granota que viu a la Xina i, possiblement també, a Myanmar.